# أديمار كزافييه
أديمار كزافييه هو لاعب كرة قدم برازيلي في مركز الوسط، ولد في 8 يناير 1985 في أرابونغاس في البرازيل. لعب مع زمبرو تشيسيناو وفيتوريا سيتوبال وفيهرين ساندانسكي وميلسامي أورهي ونادي تيراسبول ونادي ريو أفي.

## وصلات خارجية
- أديمار كزافييه على موقع قاعدة بيانات كرة القدم.إي يو (الإنجليزية)
- أديمار كزافييه على موقع Soccerway.com (الإنجليزية)